# Grammatica funzionale
Con grammatica funzionale, nella linguistica, si intende ogni descrizione teorica che privilegi lo studio delle funzioni comunicative del linguaggio. Un esempio tipico è fornito dal modello di grammatica sviluppato da Simon C. Dik; con Talmy Givón, è tra le figure di rilievo del funzionalismo della scuola di Praga (distinto da quello di Michael Halliday [1978; 1985]).
Dik (1989) descrive la grammatica funzionale con le seguenti parole:
«Nel paradigma funzionale il linguaggio è concepito anzitutto quale strumento interattivo mediante cui stabilire relazioni comunicative. Nell'ambito di tale modello, si cerca di rivelare la strumentalità del linguaggio rispetto a quello che i parlanti fanno e conseguono con esso nella interazione sociale; in altre parole, un linguaggio naturale è visto quale parte integrante della competenza comunicativa di chi si serve di tale linguaggio» (trad. it. p. 3).

A causa dell'enfasi – entro il linguaggio – su concetti quali uso, funzione comunicativa e contesto sociale, la grammatica funzionale di Dik differisce notevolmente dalle altre teorie linguistiche, che insistono invece su approcci grammaticali puramente formali (come la grammatica generativa di Noam Chomsky). All'opposto, tale grammatica funzionale risulta assai collegata agli studi in tipologia linguistica di Joseph Greenberg.